# Chelatna Lake
Der Chelatna Lake ist ein See in Alaska (USA).

## Geografie
Der Chelatna Lake befindet sich 160 km nordnordwestlich von Anchorage. Der 422 m hoch gelegene See glazialen Ursprungs befindet sich am Fuße der westlichen Alaskakette. Er ist mit einer Fläche von 11 km² der größte See im Matanuska-Susitna-Tal. Der See weist eine Längsausdehnung in NNW-SSO-Richtung von 12,5 km sowie eine maximale Breite von 1,8 km auf. Der bis zu 125 m tiefe See besitzt eine mittlere Wassertiefe von 63,7 m.
12 km östlich liegt das untere Ende des Kahiltna-Gletschers. Am südlichen Seeende verlässt der 80 km lange Lake Creek den See und fließt in südsüdöstlicher Richtung zum Yentna River. Der See liegt außerhalb des Denali-Nationalparks und der Denali National Preserve.

## Tourismus
Besucher erreichen den so genannten fly-in-See nur per Wasserflugzeug. Der See ist ein Ziel von Angeltouristen. Am Südende des Sees befindet sich die Chelatna Lake Lodge. 